# Sobre verdad y mentira en sentido extramoral
Sobre verdad y mentira en sentido extramoral (Über Wahrheit und Lüge im aussermoralischen Sinne en alemán) es un ensayo filosófico de Friedrich Wilhelm Nietzsche, escrito en 1873 y publicado en 1896. 

## Contenido
El texto ofrece una crítica muy dura al antropomorfismo y a la tendencia humana a ocultar lo singular bajo lo abstracto, lo universal. Las tradiciones religiosas y el platonismo, que no aparecen mencionadas en el texto pero sí en el resto de la obra de Nietzsche, son paradigmáticas de esta tendencia. 

### Del interés por la verdad que tienen los humanos
La primera parte es la que plantea la situación y va preparando el terreno para las explicaciones y las justificaciones de la crítica que se verán en la segunda parte. En esta primera parte, se habla del hombre como un ser ofuscado, débil y desorientado en la naturaleza. La naturaleza es cambiante e irregular, y en cambio, el hombre desea verlo todo estructurado para su propia salud mental. Ante esta ofuscación, utiliza el intelecto, que según Nietzsche este no es más que el arte del hombre de fingir. El hombre es un ser empujado a vivir en sociedad por interés, por necesidad. Este vivir en sociedad le obliga a crear un tratado de paz entre todos los hombres para evitar conflictos entre ellos. Este tratado de paz no es más que inventar una designación válida y obligatoria de las cosas para constatar que algo es verdad entre todos los hombres. En este momento es cuando nacen las palabras verdad y mentira. Cuando el hombre ha creado arbitrariamente lo que es verdad, automáticamente rechaza del nido de su sociedad a aquellos individuos que utilicen estas designaciones acordadas como verdaderas para hacer parecer lo irreal como real. De esta manera, la sociedad ya no confiará más en él. Sin embargo, el hombre desea la verdad y la naturaleza, en cierto modo, se la oculta, debido a la distancia entre los conceptos y lo real. Ese impulso de conocer la verdad viene por las consecuencias agradables de la verdad y, por tanto, el rechazo al embuste viene por las malas consecuencias de este. Esto nos demuestra que al hombre no le importa lo más mínimo la verdad, le es indiferente.

### Crítica al cientificismo
En la segunda parte del texto, Nietzsche ataca al cientificismo afirmando que la ciencia pretende hacer regular el mundo para dar seguridad al hombre, creando más conceptos. De esta forma, Nietzsche habla de dos tipos de hombres. El hombre racional y el hombre intuitivo. Ambos quieren dominar la vida, pero el primero lo quiere hacer mediante la previsión, prudencia, regularidad y el segundo solo toma como real la vida disfrazada de belleza, es decir, que toma como verdad aquello que le interesa, porque eso le hace feliz. Para Nietzsche, el primer hombre es el representante de esta actitud cientificista que cree que todo es regular y previsible. De esta manera, este hombre solo conjura desgracias, puesto que la vida es un continuo golpe tras otro y de esa forma este hombre nunca alcanzará la felicidad. El segundo hombre, es más irracional, tanto en el sufrimiento como en la felicidad. Teniendo en cuenta que solo por el hecho de ser hombres, usarán el intelecto, ese gran arte de fingir, porque el hombre es un ser que busca lo regular en lo irregular, el segundo sale mejor parado que el primero, porque este tiene momentos felices mientras que el otro se pasa su vida intentando prever lo que pasará. Esto no puede ser, puesto que el universo no es previsible, no es regular, ahí está la crítica al cientificismo. 
Por todo ello, si el hombre no puede alcanzar la verdad porque su humanidad hace que posean intelecto y que, con él, cree esos arbitrarios conceptos que denomina verdad, lo más importante será ser feliz, puesto que no puede librarse de esos conceptos y, por tanto, el cientificismo solo empeora las cosas al hacer creer al hombre que pueden alcanzar la verdad.

## Valoración
Las opiniones de Nietzsche respecto a la creación de conceptos, que hacen que se pierdan los detalles y la auténtica esencia de las cosas, es una parte muy interesante del tema. Es muy cierto que cuando decimos «mesa», hay un concepto detrás, es decir, algo de cuatro patas, sólido, etc. Sin embargo, como afirma Nietzsche, las verdades que captamos de la realidad son solo las que nosotros aportamos, las sumas de nuestras experiencias. Esto indica que cuando una persona dice «mesa», piensa en una imagen distinta de cuando otra persona también dice «mesa». Uno piensa, por ejemplo, en una mesa redonda y otro en una cuadrada. Esto demuestra que, como afirma Nietzsche, el lenguaje es algo arbitrario y es tan solo un puñado de conceptos que no se corresponden con lo que son en sí las cosas.
Por otro lado, también es importante destacar la afirmación de que para el hombre la verdad es indiferente, y lo único que le mueve es su propio bienestar, es decir, alcanzar la felicidad. Esta búsqueda de la verdad muchas veces se ve cuestionada, ya que la respuesta no es la que se deseaba obtener de la pregunta enunciada, porque no nos hace felices. El fin que siempre mueve al hombre, ya sea por dinero, poder, autoridad, bienestar espiritual o cualquier otra razón siempre es la felicidad.
También cabe destacar el manifiesto que hace Nietzsche de que la naturaleza, el mundo, no es algo definido y regular, regido por leyes matemáticas y físicas como opina el cientifismo, sino que el universo en su totalidad es un ente abstracto e irregular, pues la vida misma es irregular, es cambio. El hombre tiene miedo al cambio, porque el cambio provoca una situación distinta a la anterior y, por tanto, desconocida. Para Nietzsche el miedo del hombre es, en efecto, lo desconocido. Estas teorías serán utilizadas para elaborar el término del Übermensch (superhombre o suprahombre), es decir, aquel hombre que acepta el cambio. La vida es pasión, es cambio, es una continua situación distinta tras otra que no se puede prever porque el universo y la vida están llenas de contradicciones, de cambios.